# Мамонт (имя)

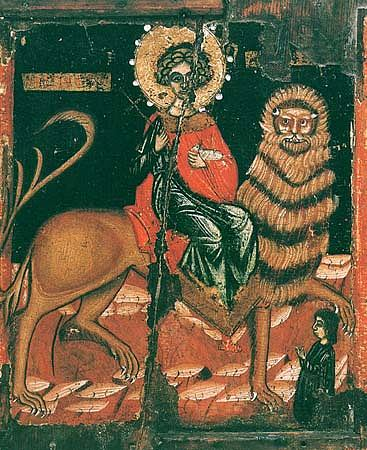
Великомученик Мамант Кесарийский

Ма́монт, Ма́мант, (др.-рус. и церк.-слав. Мамонтъ — от греч. Μάμας, Μάμαντος) — православное мужское личное имя.
Имя греческого происхождения. Получило распространение от христианского великомученика Маманта Кесарийского (ок. 259 — ок. 275). Память великомученику отмечается 2 (15) сентября. Имя означает «материнский», «сосущий материнскую грудь», от позднего греч. μάμμα (мамма) — «мать».
В русском языке имя фиксируется с X века (в Русско-византийских договорах 907 и 944 годов руси в Константинополе предписывалось проживать у церкви святого Мамонта — «Приходящии русь да витают у святаго Мамы»; Мамонтъ — «Книга Паломник» XII века Антония Новгородского) до конца XIX века (например, известный театральный актёр Мамонт Дальский).
От имени произошла русская фамилия Мамонтов. Известна купеческая династия Мамонтовых.